# Associazione Sportiva Pescina Valle del Giovenco 2008-2009
Questa pagina raccoglie le informazioni riguardanti l 'Associazione Sportiva Pescina Valle del Giovenco nelle competizioni ufficiali della stagione 2008-2009.

## Rosa
| N. |                      | Ruolo | Calciatore           |  |
| -- | -------------------- | ----- | -------------------- |  |
|    | Argentina (bandiera) | A     | Luis Arcamone        |  |
|    | Argentina (bandiera) | A     | Cristian Pablo Berra |  |
|    | Italia (bandiera)    | A     | Dario Bettini        |  |
|    | Italia (bandiera)    | P     | Marino Bifulco       |  |
|    | Italia (bandiera)    | C     | Leonardo Blanchard   |  |
|    | Italia (bandiera)    | A     | Lorenzo Carosone     |  |
|    | Italia (bandiera)    | C     | Andrea Censori       |  |
|    | Italia (bandiera)    | D     | Leo Criaco           |  |
|    | Italia (bandiera)    | C     | Michel Cruciani      |  |
|    | Italia (bandiera)    | D     | Angelo Cuomo         |  |
|    | Italia (bandiera)    | C     | Stefano De Angelis   |  |
|    | Italia (bandiera)    | A     | Luigi Di Pasquale    |  |
|    | Italia (bandiera)    | D     | Luca Gentili         |  |
|    | Italia (bandiera)    | C     | Carmine Giordano     |  |

| N. |                   | Ruolo | Calciatore                |
| -- | ----------------- | ----- | ------------------------- |
|    | Italia (bandiera) | C     | Cosimo Damiano Laboragine |
|    | Italia (bandiera) | D     | Luca Locatelli            |
|    | Italia (bandiera) | C     | Andrea Luciani            |
|    | Italia (bandiera) | D     | Giorgio Marcelli          |
|    | Italia (bandiera) | P     | Claudio Merletti          |
|    | Italia (bandiera) | D     | Claudio Miale             |
|    | Italia (bandiera) | D     | Giuseppe Petitto          |
|    | Italia (bandiera) | C     | Luca Pietrobattista       |
|    | Italia (bandiera) | D     | Simone Piva               |
|    | Italia (bandiera) | D     | Matteo Pomponi            |
|    | Italia (bandiera) | A     | Matteo Prandelli          |
|    | Italia (bandiera) | C     | Giovanni Rosamilia        |
|    | Italia (bandiera) | C     | Vincenzo Silvestri        |
|    | Italia (bandiera) | A     | Keivan Zarineh            |